# Phosphorus, Sulfur, and Silicon and the Related Elements
Phosphorus, Sulfur, and Silicon and the Related Elements (abrégé en Phosphorus Sulfur Silicon Relat. Elem.) est une revue scientifique mensuelle à comité de lecture qui publie des articles concernant la chimie du phosphore (en incluant l'arsenic, l'antimoine et le bismuth), le soufre (en incluant le sélénium et le tellure), et le silicium (en incluant le germanium et l'étain).
D'après le Journal Citation Reports, le facteur d'impact de ce journal était de 0,561 en 2014. L'actuel directeur de publication est Martin D. Rudd (Université du Wisconsin–Fox Valley, États-Unis).